# Maragondanahalli, Nelamangala
Maragondanahalli là một làng thuộc tehsil Nelamangala, huyện Bangalore Rural, bang Karnataka, Ấn Độ.